# Bezirk Rūjiena
Der Bezirk Rūjiena (Rūjienas novads) war von 2009 bis 2021 eine Gebietsverwaltungseinheit im Norden von Lettland in der Region Vidzeme, dem historischen Livland direkt an der Grenze zu Estland. Im Zuge der Verwaltungsreform 2021 wurden seine Gemeinden Teil des neugeschaffenen Bezirks Valmiera.

## Gemeinden
Der Bezirk bestand aus der Stadt Rūjiena und den Gemeinden Ipiķi, Jeri, Lode und Vilpulka. 2010 waren 6144 Einwohner gemeldet.

## Historische Herrenhäuser

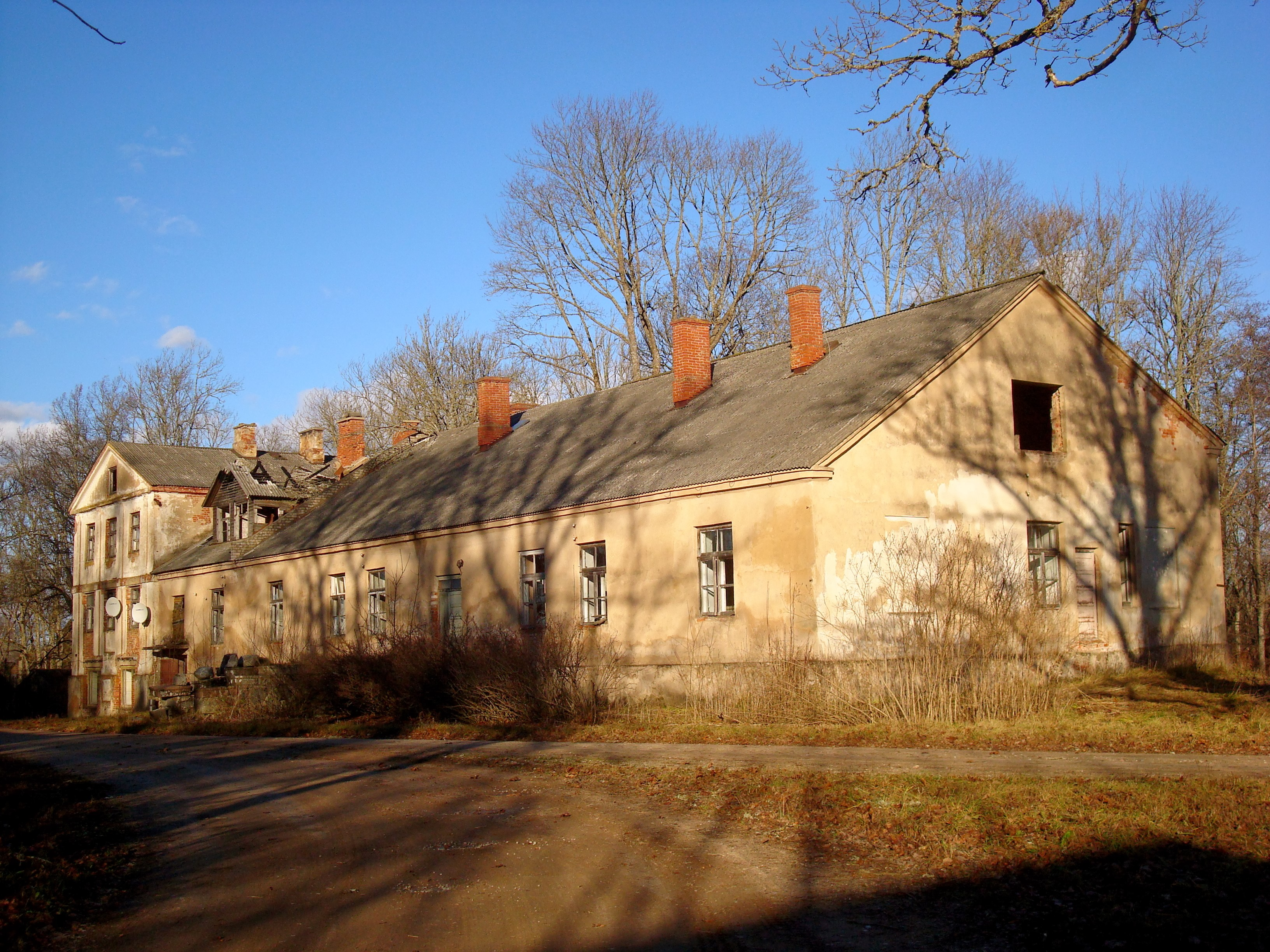
Herrenhaus Arras in Arakste (Gemeinde Lode)
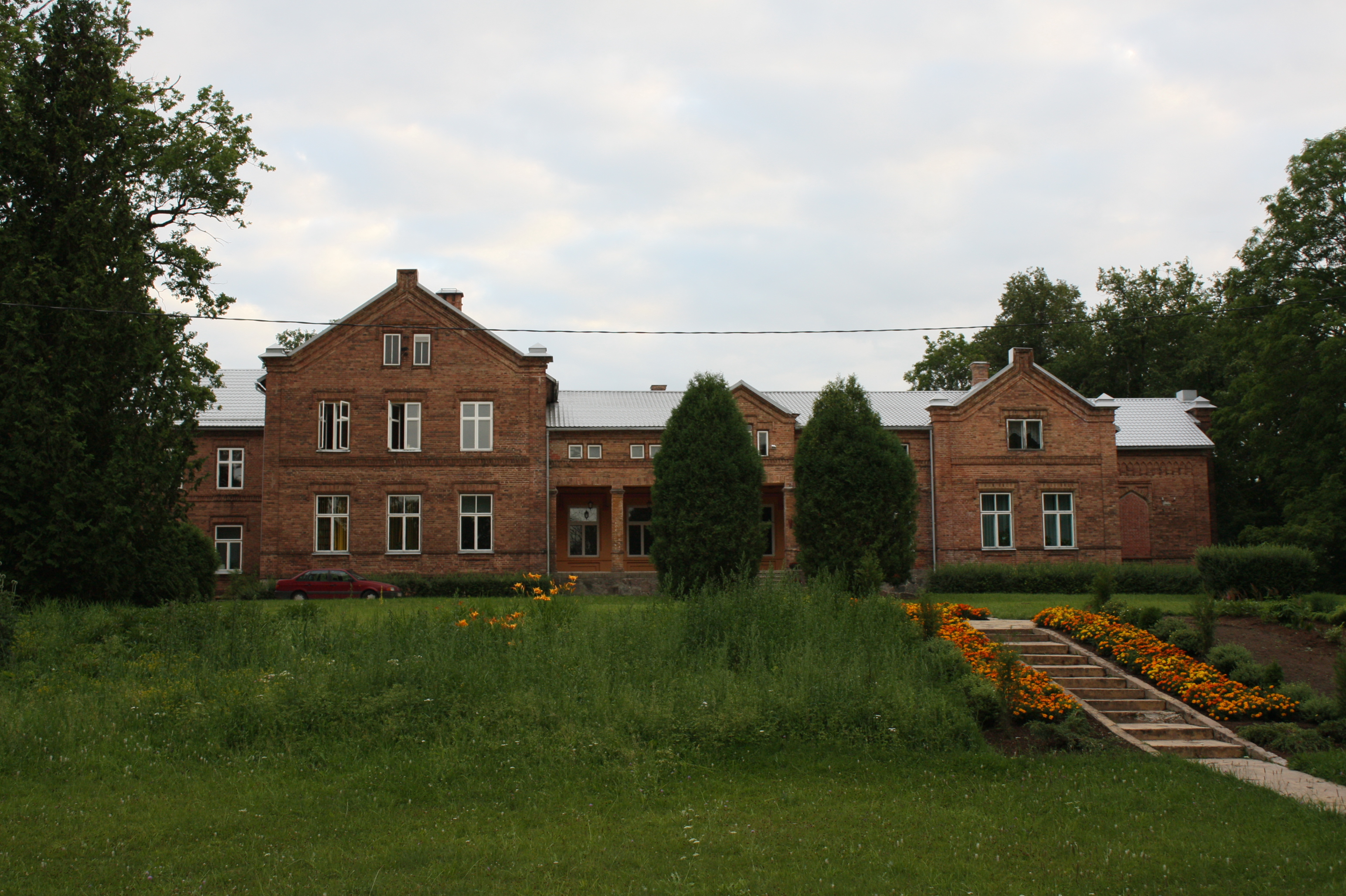
Herrenhaus Henselshof in Endzele (Gemeinde Jeri)
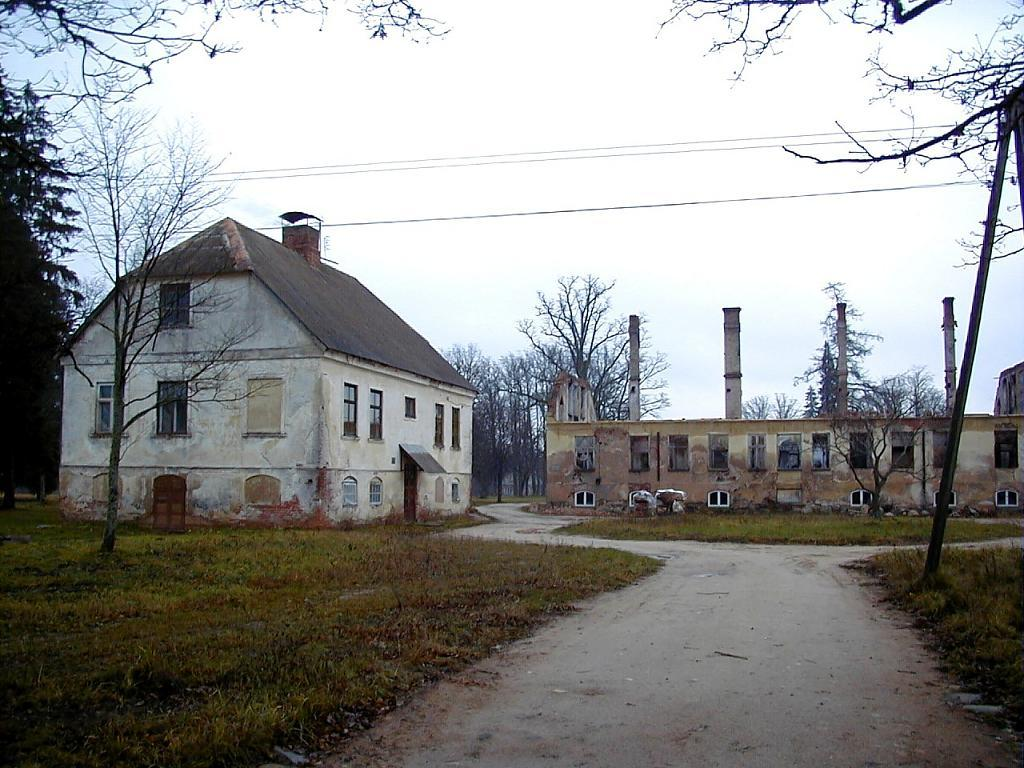
Herrenhaus Ohlershof in Oleri (Gemeinde Jeri)
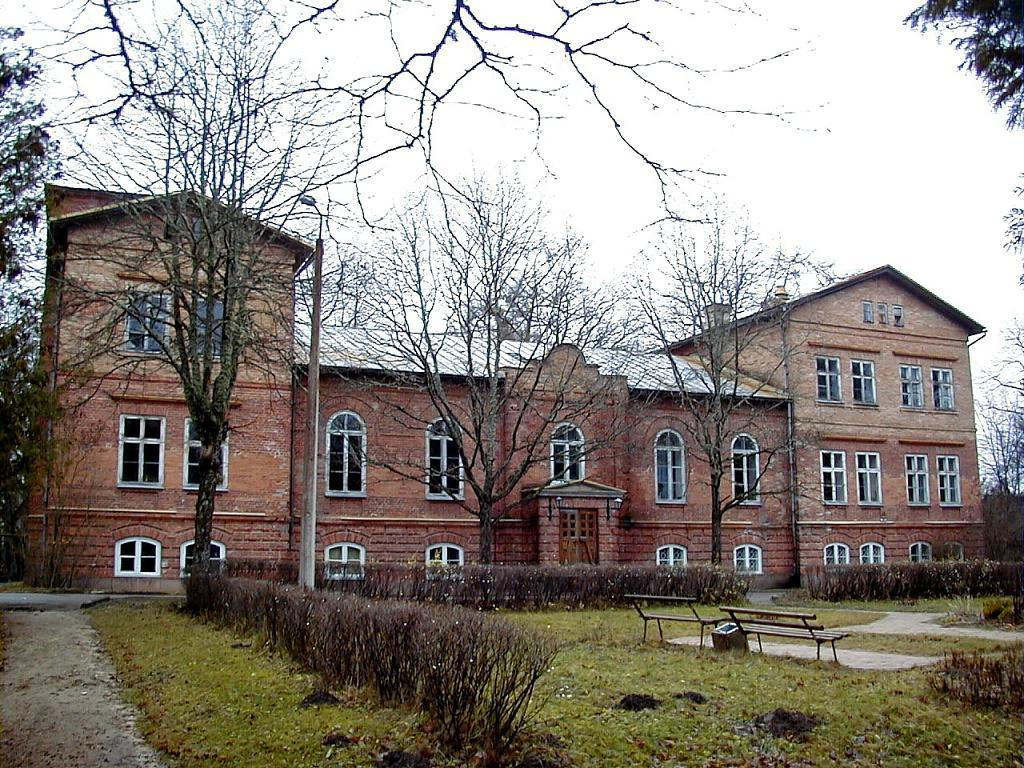
Herrenhaus Würken in Virķēni (Gemeinde Vilpulka)